# Gran rombihexaedro
En geometría, el gran rombihexaedro (o gran rombicubo) es un poliedro uniforme estrellado, indexado como U21. Tiene 18 caras (12 cuadrados y 6 octagramas), 48 aristas y 24 vértices. Su dual es el gran rombihexacrono. Su figura de vértice es un cuadrilátero cruzado.

## Galería
| Relleno tradicional | Relleno módulo-2 |

## Poliedros relacionados
Comparte la disposición de vértices con el cubo truncado convexo. Además, comparte su disposición de aristas con el gran rombicuboctaedro no convexo (con el que tiene 12 caras cuadradas en común) y con el gran cubicuboctaedro (con el que tiene las caras octagrámicas en común).
| Cubo truncado | Gran rombicuboctaedro no convexo | Gran cubicuboctaedro | Gran rombihexahedro |

Puede construirse como la disyunción exclusiva (mezcla) de tres prismas octagrámicos. De manera similar, el pequeño rombihexaedro puede construirse como la combinación excluyente de tres prismas octogonales.

### Gran rombihexacrono
El gran rombihexacrono es un poliedro no convexo isoedral. Es el dual del gran rombihexaedro, un poliedro uniforme estrellado (U21). Tiene 24 caras con forma de antiparalelogramo, 18 vértices y 48 aristas.
Tiene 12 vértices externos con la misma disposición de vértices que un cuboctaedro y 6 vértices internos con la misma disposición que un octaedro.

La geometría de su superficie es similar a la de un sólido de Catalan, el hexaquisoctaedro, con pirámides mucho más altas basadas en rombos unidas a cada cara de un rombododecaedro.